# سامر اسلم (۲۰۲۵)
رویداد سامر اسلم ۲۰۲۵ که با نام سامر اسلم: نیوجرسی (به انگلیسی: WWE SummerSlam: New Jersey) نیز تبلیغ می‌شود، یک رویداد کشتی حرفه‌ای بود که توسط پروموشن آمریکایی دبلیودبلیوئی تولید شده است. این رویداد، سی و هشتمین رویداد سالیانه سامر اسلم بود که در روزهای شنبه ۲ آگوست و یک‌شنبه ۳ آگوست در ورزشگاه متلایف در رادرفورد شرقی، نیوجرسی برگزار شد و اولین رویداد سامر اسلم بود که در دو شب برگزار شد. این رویداد شامل کشتی‌گیران برند راو و اسمک‌داون بود.
این سومین رویداد دبلیودبلیوئی پس از رسلمنیا ۲۹ و ۳۵ خواهد بود که در این ورزشگاه برگزار شده است و با حضور جان سینا برگزار خواهد شد که با توجه به تور بازنشستگی او که در پایان سال ۲۰۲۵ خاتمه می‌یابد، آخرین حضور او در رویداد سامر اسلم خواهد بود.

## پس زمینه
سامر اسلم، یک رویداد کشتی حرفه‌ای سالیانه است که توسط دبلیودبلیوئی از سال ۱۹۸۸ معمولا در ماه آگوست برگزار می‌شود و در کنار رویدادهای رسلمنیا، رویال رامبل، سامر اسلم و سروایور سریز، یکی از پنج پی‌پرویوی اصلی این شرکت و به گمان بسیاری، بعد از رسلمنیا، بزرگ‌ترین رویداد این شرکت محسوب می‌شود. دبلیودبلیوئی، این رویداد را به عنوان «بزرگ‌ترین مهمانی تابستان» تبلیغ می‌کند.

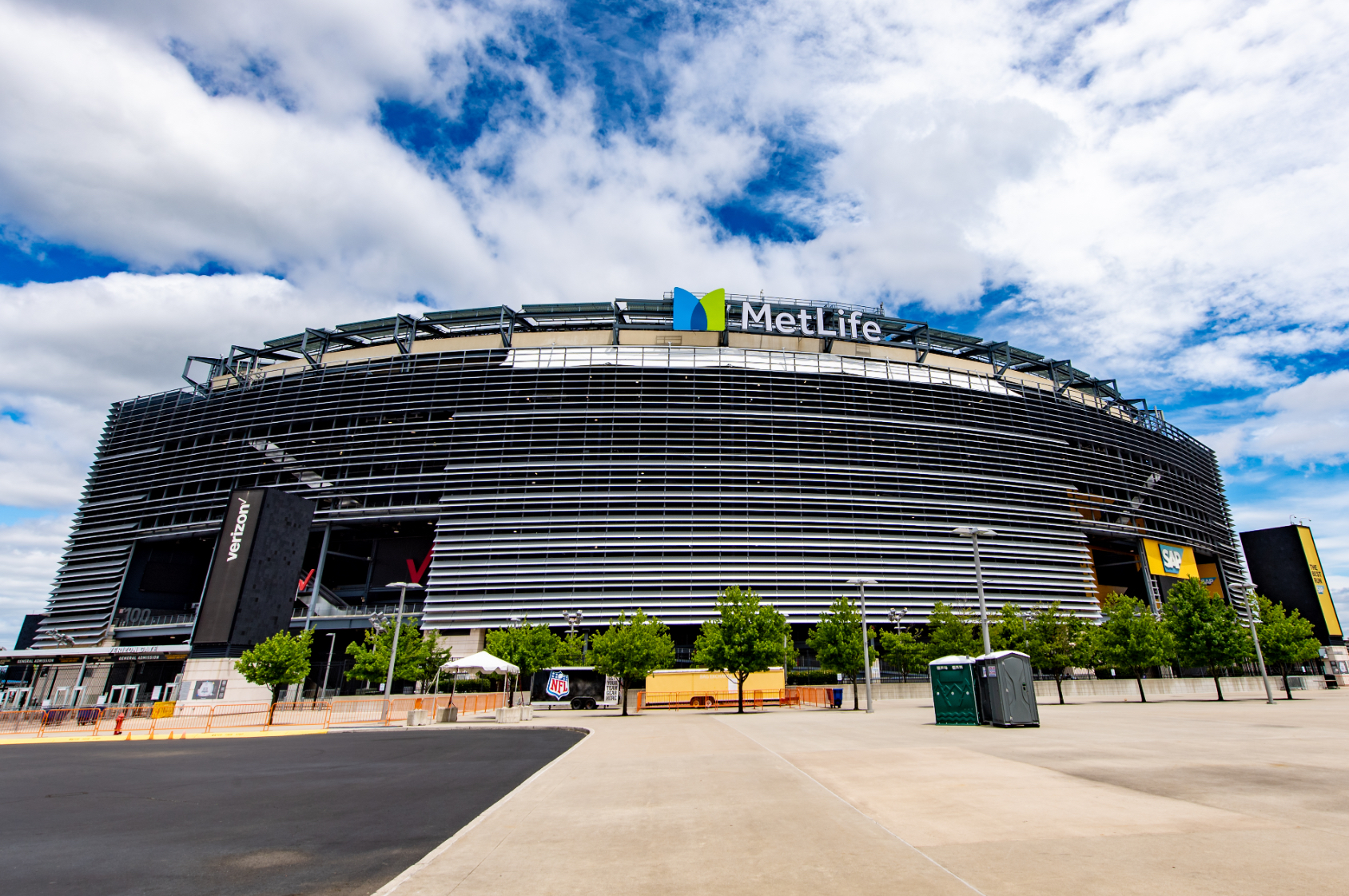
سامر اسلم ۲۰۲۵ در ورزشگاه متلایف در رادرفورد شرقی، نیوجرسی برگزار خواهد شد.

در ۲۶ سپتامبر ۲۰۲۴، دبلیودبلیوئی و سازمان ورزش و نمایشگاه‌های ایالت نیوجرسی[en] اعلام کردند که سی و هشتمین رویداد سالیانه سامر اسلم برای اولین بار در دو شب و در روزهای شنبه و یک‌شنبه ۲ و ۳ آگوست ۲۰۲۵ در ورزشگاه متلایف در رادرفورد شرقی برگزار خواهد شد. ورزشگاه متلایف پیشتر سابقه میزبانی دو رویداد رسلمنیا ۲۹ و ۳۵ به ترتیب در سال‌های ۲۰۱۳ و ۲۰۱۹ را داشت. با این اتفاق، این اولین رویداد سامر اسلم در تاریخ است که در دو شب برگزار خواهد شد؛ اگرچه دبلیودبلیوئی اعلام کرده بود که سامر اسلم ۲۰۲۶ که در مینیاپولیس برگزار خواهد شد تبدیل به یک رویداد دو شبه می‌شود. پیش از این، تنها رسلمنیا از سال ۲۰۲۰ به عنوان یک رویداد دو شبه برگزار می‌شد (در ابتدا به عنوان یک اقدام احتیاطی به دلیل دنیاگیری کووید−۱۹ بود که در سال بعد از آن این اتفاق دائمی شد). در ۱۸ آوریل ۲۰۲۵، مشخص شد که میزبان این رویداد، کاردی بی خواهد بود.
برای کمک به تأمین امنیت این رویداد، سازمان ورزش و نمایشگاه‌های نیوجرسی مبلغ ۷.۱۲۵ میلیون دلار آمریکا از بودجه فدرال تخصیص داده شده به نیوجرسی تحت قانون طرح نجات آمریکا در سال ۲۰۲۱[en] به ویژه از صندوقی که برای کمک به صنایع آسیب دیده نظیر گردشگری از همه‌گیری در نظر گرفته شده بود، به برگزاری این رویداد اختصاص داد. این سازمان اعلام کرد که طبق برآورد آنها، انتظار می‌رود این رویداد ۸۰ میلیون دلار تأثیر اقتصادی برای منطقه داشته باشد. روزنامه ایالتی د رکورد[en] در گزارشی اعلام کرده که ۶.۲۴ میلیارد دلار از کل بودجه‌ای که ایالت نیوجرسی تحت طرح نجات دریافت کرده بایستی تا پایان سال ۲۰۲۶ هزینه شود و خاطرنشان کرد که هم‌چنان «پول برای استفاده وجود دارد».
این رویداد به صورت زنده از پیکاک در ایالات متحده و نتفلیکس در بیشتر بازارهای بین‌المللی پخش می‌شود.

### داستان‌ها
همانند سایر رویدادهای کشتی حرفه‌ای، داستان‌ها از پیش تعیین شده بوده و خطوط داستانی در شوهای هفتگی راو و اسمک‌داون جریان داشته و در پایان منتهی به یک مسابقه در پی‌پرویو می‌شوند.

#### مسابقات اصلی
در رویداد شب قهرمانان، مرحله پایانی تورنومنت‌های کینگ آف د رینگ برگزار شد و برندگان، حق مسابقه برای عنوان قهرمانی جهانی برند مربوطه خود را دریافت کردند. در فینال تورنومنت کینگ آف د رینگ، کودی رودز از برند اسمک‌داون به پیروزی رسید؛ در حالی که در مسابقه پایانی این رویداد، جان سینا موفق به حفظ عنوان قهرمانی بی چون و چرای دبلیودبلیوئی خودش شد. با این نتایج، مسابقه میان این دو برای سامر اسلم ثبت شد؛ مسابقه‌ای که پیشتر در شب دوم رسلمنیا ۴۱ برگزار شده بود که در آن، سینا با دخالت تراویس اسکات، موفق به شکست رودز و کسب عنوان قهرمانی شد.در طول مراسم امضای قرارداد در شوی اسمک‌داون به تاریخ ۱۸ ژوئیه، سینا تلاش کرد از امضای قرارداد طفره برود تا مجبور نباشد در سامر اسلم با رودز روبه‌رو شود، اما پس از درگیری، رودز او را مجبور به امضای قرارداد کرد و سپس جزئیات قرارداد را فاش کرد، مبنی بر اینکه مسابقه آنها استریت فایت یا مبارزه خیابانی خواهد بود.
در طول رویداد اوولوشن، اعلام شد که در شوی راو به تاریخ ۱۴ ژوئیه، یک مسابقه بین سی‌ام پانک، بران بریکر، ال ای نایت، پنتا و جی اوسو ثبت شد که برنده آن در سامر اسلم به مصاف گانتر برای عنوان قهرمانی سنگین‌وزن جهان خواهد رفت که این مسابقه با پیروزی پانک به اتمام رسید.

#### دیگر مسابقات
در فینال تورنومنت کوئین آف د رینگ که در رویداد شب قهرمانان برگزار شد، جید کارگیل از اسمک‌داون پیروز شد؛ درحالیکه یک ماه بعد و در رویداد اوولوشن، تیفانی استراتون موفق به حفظ عنوان قهرمانی زنان دبلیودبلیوئی شد و بدین‌ترتیب تأیید شد که کارگیل در سامر اسلم برای این عنوان به مصاف استراتون خواهد رفت.

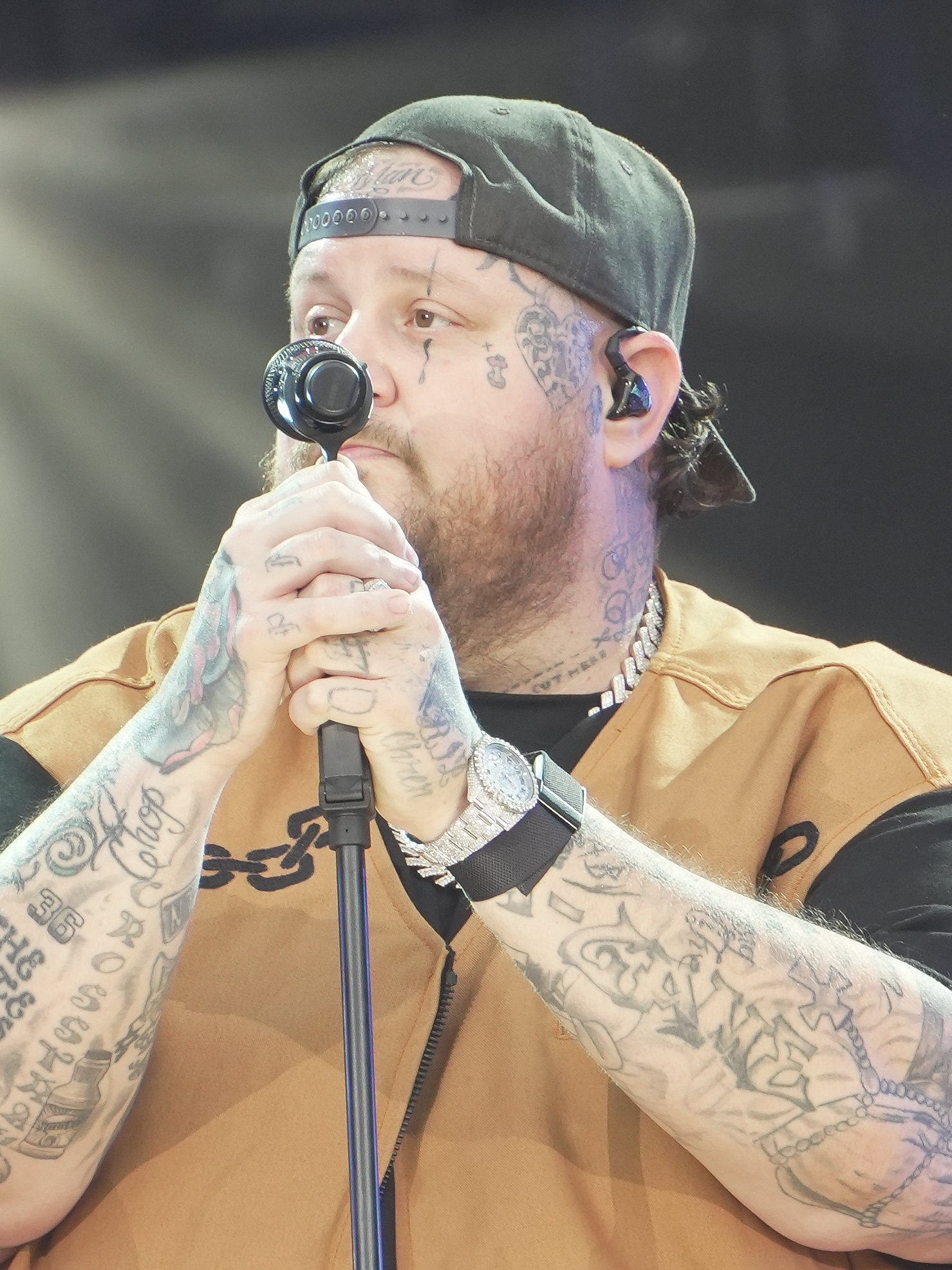
جلی رول، نخستین مسابقه کشتی حرفه‌ای خودش را با تیم شدن به همراه رندی اورتن برای مصاف مقابل درو مکینتایر و لوگان پاول در شب اول انجام داد.

در شوی اسمک‌داون به تاریخ ۴ ژوئیه، درو مکینتایر در اولین حضورش پس از ستردی نایتز مین اونت ۳۹، میان سخن‌های رندی اورتن پرید و او را به‌خاطر آنکه در فینال کینگ آف د رینگ به سر کودی رودز ضربه نزده بود، مورد تمسخر قرار داد و اظهار داشت که اورتن دیگر وجود ندارد؛ با این حال اورتن یک RKO بر روی مکینتایر اجرا کرد. هفته بعد، جلی رول، خواننده محلی، در حال اجرای آهنگ خود بود که لوگان پاول حرف او را با بیان اینکه «هیچکس نمی‌خواهد یک غریبه را در رینگ دبلیودبلیوئی ببیند» قطع کرد. پس از آن اورتن وارد شد و با قطع کردن حرف پاول، از او خواست که به رول احترام بگذارد. در این حین، مکینتایر یک ضربه کلیمور کیک روی اورتن اجرا کرد. پس از آن پاول نیز به اورتن حمله‌ور شد، اما رول دخالت کرد؛ هر چند دخالت او چندان کارساز نبود. یک روز بعد و در ستردی نایتز مین اونت ۴۰، اورتن که رول همراهش بود، مکینتایر را با همراهی پاول شکست داد. پس از مسابقه، پاول به اورتن حمله کرد و رول او را نجات داد؛ اما از مکینتایر یک کلیمور کیک خورد. بعدا، رول اظهار داشت که می‌خواهد مکینتایر و پاول هر دو در یک مسابقه باشند، و اورتن پیشنهاد داد که این مسابقه بایستی در سامر اسلم برگزار شود که این مسابقه متعاقباً تأیید شد.
در اوولوشن، نیومی از اسمک‌داون در جریان مسابقه تک به تک بین ریا ریپلی و قهرمان، ایو اسکای، قرارداد مانی این د بنک خود را کش کرد و آن را به مسابقه سه نفره تبدیل کرد و با پیروزی در آن، قهرمان جدید عنوان قهرمانی جهانی زنان برند راو شد. شب بعد از این رویداد و در شوی راو، ضمن اعلام اینکه نیومی به برند راو منتقل شده است، اسکای و ریپلی با قطع کردن حرف نیومی، خواستار یک مسابقه دیگر برای عنوان قهرمانی شدند. سپس مدیر کل برند راو، آدام پیرس، اعلام کرد که مسابقه‌ای بین این سه نفر در سامر اسلم رسما ثبت می‌شود.
در اوولوشن، بکی لینچ موفق به شکست بیلی و لایرا والکیریا شد و هم‌چنان قهرمان عنوان قهرمانی بین قاره‌ای زنان دبلیودبلیوئی باقی ماند. در شوی راو بعد از این رویداد، یک مسابقه Two Out Of Three Falls میان بیلی و والکیریا ثبت شد که پیروز آن مسابقه، فرصت یک مسابقه دیگر مقابل لینچ برای عنوان قهرمانی در سامر اسلم پیدا می‌کرد که این مسابقه با برتری ۲-۱ والکیریا به اتمام رسید.هفته بعد، لینچ پیشنهاد داد که مسابقه به عنوان «آخرین فرصت» برگزار شود که در آن، والکیریا در صورت شکست خوردن، نمی‌تواند تا زمانی که لینچ قهرمان است، برای این عنوان مسابقه دهد؛ همان شرطی که در مسابقه بین این دو در رویداد مانی این د بنک نیز برقرار بود. والکیریا این شرط را پذیرفت، اما افزود که مسابقه بایستی بدون رد صلاحیت باشد تا مسابقه یک برنده مشخص داشته باشد، که لینچ این پیشنهاد را پذیرفت.
پس از شکست در کسب عنوان قهرمانی زنان دبلیودبلیوئی در رسلمنیا ۴۱، رقیب سابق شارلوت فلر، الکسا بلیس با او تماس گرفت و پیشنهاد تشکیل یک تیم مشترک را به او داد که فلر چندین بار این پیشنهاد را رد کرد؛ اما در نهایت با آن موافقت کرد. در اوولوشن، بلیس و فلر بخشی از مسابقه چهارجانبه تگ تیم برای عناوین قهرمانی تگ تیم زنان دبلیودبلیوئی بودند که در آن قهرمانان، جاجمنت دی (راکل رودریگز و رکسان پرز) عناوین قهرمانی را حفظ کردند، اگرچه نه بلیس و نه فلر پین نشدند. در شوی اسمک‌داون هفته بعد، فلر اعلام کرد که پس از صحبت با آدام پیرس، مدیر کل برند راو که آن شب جایگزین نیک آلدیس، مدیر کل برند اسمک‌داون شده بود، او و بلیس در سامر اسلم برای کسب عناوین قهرمانی به مصاف رودریگز و پرز خواهند رفت.
در شب قهرمانان، سولو سیکوا پس از دخالت جی‌سی متئو، تانگا لوآ و تالا تانگا، موفق به شکست جیکوب فاتو شد و قهرمان عنوان ایالات متحده دبلیودبلیوئی شد. در شوی اسمک‌داون به تاریخ ۴ ژوئیه، فاتو و جیمی اوسو در یک مسابقه تگ تیم، متئو و سیکوا را شکست دادند و فاتو موفق به پین کردن سیکوا شد. پس از مسابقه، فاتو به حمله به سیکوا ادامه داد، با این حال فاتو توسط گروه سیکوا مورد حمله قرار گرفت. دو هفته بعد، فاتو پس از ادعای دخالت در یک تصادف رانندگی که گروه سیکوا در آن دخیل بودند، توسط پلیس دستگیر شد؛ با این حال بعدا در همان شب، فاتو بازگشت و در کنار اوسو، هر دو به گروه سیکوا حمله کردند. پس از این درگیری، آدام پیرس، مدیر کل برند راو که آن شب جایگزین نیک آلدیس، مدیر کل برند اسمک‌داون شده بود، اعلام کرد که سیکوا در یک مسابقه استیل کیج در سامر اسلم از عنوان قهرمانی‌اش مقابل فاتو دفاع خواهد کرد و سیکوا پس از جعل تصادف رانندگی توسط پلیس دستگیر شد.
در رویداد شب قهرمانان، قرار بود دامینیک میستریو از عنوان قهرمانی بین قاره‌ای در مقابل ای جی استایلز دفاع کند، اما به دلیل مصدومیت میستریو، این مسابقه به تعویق افتاد. در طول هفته‌های بعد، میستریو همچنان از مسابقه دادن با استایلز خودداری می‌کرد و ادعا می‌کرد که از نظر پزشکی همچنان قادر به انجام مسابقه نیست. با این حال، در شوی راو به تاریخ ۱۴ ژوئیه، مدیر کل برند راو، آدام پیرس، اعلام کرد که در شوی هفته بعد، میستریو توسط تیم پزشکی مجددا ارزیابی خواهد شد و اگر میستریو برای مسابقه از نظر پزشکی آماده باشد، در سامر اسلم از عنوان قهرمانی‌اش در مقابل استایلز دفاع خواهد کرد. در آنجا، پس از اینکه میستریو مرتبا از ارزیابی مجدد طفره رفت، پیرس تهدید کرد که اگر میستریو ارزیابی نشود، عنوان بین قاره‌ای را از او خواهد گرفت. بعدا، میستریو به استایلز حمله کرد و سپس اعلام کرد که از نظر پزشکی برای مسابقه دادن آماده است و تأیید کرد که در سامر اسلم از عنوان قهرمانی خود در مقابل استایلز دفاع خواهد کرد.
در مین‌اونت شب اول رسلمنیا ۴۱، پاول هیمن، وکیل ویژه رومن رینز، به عنوان همراه سی‌ام پانک که موکل سابقش بود، وارد مسابقه شد؛ به عنوان درخواستی که پانک جهت همکاری با رینز در سروایور سریز: وار گیمز در نوامبر ۲۰۲۴ داشت. با این حال، هیمن به هر دوی رینز و پانک خیانت کرد و به سث رالینز کمک کرد تا پیروز مسابقه شود. در شوی بعدی راو، بران بریکر نیز به گروه رالینز پیوست و به او حمله کرد که باعث دوری چند ماه رینز از رینگ شد. چند هفته بعد، برانسون رید نیز به این اتحاد پیوست. با این حال، رالینز در ستردی نایتز مین اونت ۴۰ در ۱۲ ژوئیه از ناحیه زانو دچار مصدومیت شد. در شوی راو به تاریخ ۱۴ ژوئیه، بریکر و رید پس از مسابقه برای حق مسابقه بر سر عنوان سنگین‌وزن جهان، به پانک و پسر عموی رینز، جی اوسو، حمله کردند. با این حال، رینز به میادین بازگشت و به رید و بریکر حمله کرد. هفته بعد، رینز، هیمن را به‌خاطر خیانتش سرزنش کرد، اما بریکر و رید به او حمله کردند؛ با این حال، اوسو به رینز کمک کرد. در یک پیام ویدیویی که ۲۲ ژوئیه از ایکس منتشر شد، رینز پیشنهاد یک مسابقه تگ تیم بین خودش و اوسو در مقابل بریکر و رید در سامر اسلم را داد. اوسو این پیشنهاد را پذیرفت و مسابقه نیز رسما ثبت شد.
از اوایل سال ۲۰۲۵، کاریون کراس، بازی‌‌های ذهنی روی سمی زین انجام می‌داد. این درگیری‌ها در شب قهرمانان به اوج خود رسید و زین توانست کراس را شکست دهد. در شوی بعدی راو، کراس با لوله به زین حمله کرد. هفته بعد، کراس بیش از پیش زین را هدف قرار داد و سعی کرد بار دیگر با لوله به زین ضربه بزند، اما توسط آدام پیرس، مدیر کل برند راو و برخی از پرسنل متوقف شد. این دو سپس در شوی راو به تاریخ ۲۱ ژوئیه با یکدیگر مسابقه دادند که کراس بار دیگر با لوله به زین و دور از چشم داور ضربه زد و پیروز آن مسابقه شد. در ۲۵ ژوئیه و طی رویداد اعلام مسابقات سامر اسلم، اعلام شد که این دو مجددا در سامر اسلم با یکدیگر مسابقه خواهند داشت.
در شوی اسمک‌داون به تاریخ ۲۳ مه، گروه وایت سیکس (آنکل هودی، دکستر لومیس، اریک روون، جو گیسی و نیکی کراس) پس از وقفه‌ای از دسامبر ۲۰۲۴، بازگشتی غافلگیرکننده داشتند و در طول مسابقه برای عنوان قهرمانی تگ تیم دبلیودبلیوئی بین قهرمانان این عنوان، استریت پروفیتس (آنجلو داوکینز و مانتز فورد) و تیم فراکسیوم (اکسیوم و نیتن فریزر) به هر دو تیم حمله کردند و مسابقه را بدون نتیجه کردند. هفته بعد، وایت سیکس به هدف قرار دادن بخش تگ تیم ادامه دادند و علاوه‌بر استریت پروفیتس و فراکسیوم، به تیم‌های دی‌آی‌وای (جانی گارگانو و توماسو چمپا) و موتورسیتی ماشین‌گانز (الکس شلی و کریس سابین) حمله کردند. سپس لومیس و گیسی در ۱۳ ژوئن، موتورسیتی ماشین‌گانز را شکست دادند و دو هفته بعد برای کسب عنوان قهرمانی مسابقه دادند که پس از دخالت تیم‌های دیگر، مسابقه بدون نتیجه به اتمام رسید. در شوی ۴ ژوئیه، وایت سیکس در یک مسابقه تیمی ۴ به ۴، موفق به شکست فورد، گارگانو، سابین و بریو شدند و حق مسابقه مجدد برای عنوان قهرمانی را به دست آوردند که در آن، لومیس و گیسی موفق به شکست استریت پروفیتس شده و قهرمان جدید عنوان تگ تیم دبلیودبلیوئی شدند. این اتفاق سبب ناامیدی تیم‌های دیگر شد؛ زیرا آنها می‌خواستند از رسیدن عناوین قهرمانی به وایت سیکس جلوگیری کنند. هفته بعد، تیم تازه تشکیل شده آندراده و ری فینیکس، موفق به شکست دی‌آی‌وای، موتورسیتی ماشین‌گانز و فراکسیوم شدند و حق مسابقه برای عنوان قهرمانی را در اسمک‌داون هفته بعد به دست آوردند؛ مسابقه‌‌ای که پس از کشیدن داور به بیرون از رینگ توسط کراس، بدون نتیجه به اتمام رسید. پس از نزاع بین تمام تیم‌های فوق‌الذکر، نیک آلدیس، مدیر کل برند اسمک‌داون، اعلام کرد که وایت سیکس در یک مسابقه ۶ تیمه تی‌ال‌سی از عنوان قهرمانی تگ تیم دبلیودبلیوئی در برابر پنج تیم دیگر در سامر اسلم دفاع خواهند کرد.

## اتفاقات

### شب اول

#### مسابقات ابتدایی
شب اول سامر اسلم با استقبال کاردی بی، مجری رویداد، و تشویق هواداران آغاز شد.
نخستین مسابقه شب اول، مسابقه تگ تیم بین رومن رینز و جی اوسو در مقابل بران بریکر و برانسون رید (با همراهی پاول هیمن) بود. دست برتری در اوایل مسابقه با تیم بریکر و رید بود؛ اما وقتی اوسو، رینز را وارد رینگ کرد و او به بریکر ضربه زد، ورق برگشت. بعدا، اوسو وارد رینگ شد و یک سوپر کیک روی رید اجرا کرد که سپس او نیز با یک دث ولی درایور، این اتفاق را پاسخ داد. رینز در منطقه تایم‌کیپر، یک اسپیر روی بریکر اجرا کرد. وقتی رید سعی در اجرای سونامی داشت، رینز یک سوپرمن پانچ روی رید اجرا کرد. رینز و اوسو 1D را روی رید اجرا کردند، اما بریکر پین‌فال را شکست. در پایان، وقتی بریکر سعی در اجرای اسپیر روی اوسو داشت، رینز اوسو را از سر راه کنار زد و فن را خورد. سپس اوسو یک اسپیر و یک اوسو اسپلش روی رید اجرا کرد و با پین کردن او، پیروز این مسابقه شد.
در مسابقه دوم، راکل رودریگز و روکسان پرز از عنوان قهرمانی تگ تیم زنان در برابر الکسا بلیس و شارلوت فلر دفاع کردند. در طول مسابقه، هنگامی که فلر در حال اجرای سابمیشن فیگر ایت لگ‌لاک روی رودریگز بود، بلیس سعی کرد که به رودریگز ضربه بزند که با حرکت رودریگز، ضربه بلیس به طور تصادفی به فلر خورد. رودریگز یک تاهانا بامب روی فلر اجرا کرد و به دنبال آن، پرز پاپ‌راکس را اجرا کرد؛ اما بلیس با یک رانینگ بلاک‌باستر، پین‌فال را شکست. در پایان، فلر یک بیگ‌بوت روی رودریگز اجرا کرد و بلیس با زدن فینیشر سیستر ابیگل و پین کردن رودریگز، قهرمانان جدید عناوین تگ تیم شدند.
پس از آن، سمی زین به مصاف کاریون کراس (با همراهی اسکارلت) رفت. در طول مسابقه، زین یک بلو تاندر بامب روی کراس اجرا کرد. اسکارلت لوله را جلوی پای زین گذاشت و وقتی زین آن را گرفت و آماده بود تا با آن به کراس ضربه بزند، او امتناع کرد و کراس، زین را به زمین انداخت. سپس زین یک اکسپلودر سوپلکس و یک هلوا کیک روی کراس اجرا کرد و او را پین کرد تا برنده این مسابقه شود.
در مسابقه چهارم، تیفانی استراتون از عنوان قهرمانی زنان دبلیودبلیوئی در برابر جید کارگیل دفاع کرد. در طول مسابقه، کارگیل حرکت جِیدد را روی استراتون اجرا کرد که او پایش را روی طناب میانی گذاشت تا پین را بشکند. در پایان، وقتی کارگیل سعی کرد از طناب میانی، فن جِیدد را بزند، استراتون کارگیل را به سمت تشک انداخت و پس از انجام پریتیِسْت مونسالت اِوِر و پین کردن او، عنوان را حفظ کرد.
در مسابقه ماقبل آخر، جلی رول و رندی اورتن به مصاف درو مکینتایر و لوگان پاول رفتند. در طول مسابقه، پاول از روی میز گزارشگران یک فراگ اسپلش روی رول اجرا کرد. در پایان، اورتن یک آرکی‌او روی مکینتایر اجرا کرد ولی پاول او را به پایه نگهدارنده رینگ هل داد و با انجام فراگ اسپلش بر روی رول، تیمش را پیروز این مسابقه کرد.

#### مسابقه پایانی
در واپسین مسابقه شب اول، گانتر از عنوان قهرمانی سنگین وزن جهان در برابر سی‌ام پانک دفاع کرد. پس از اینکه پانک، چندی از فنون حمله گانتر را به روی خودش اجرا کرد، گانتر با یک ضربه زانو و یک پاوربامب، ورق را به سود خودش برگرداند. پانک سعی کرد یک ضربه آرنج از بالای طناب بزند، اما گانتر مانع شد و یک اسپلش از بالای طناب اجرا کرد. پانک سعی کرد که فینیشرش یعنی گو تو اسلیپ را اجرا کند، اما گانتر در مقابل او مقاومت کرد و یک ضربه پاوربامب، یک دراپ کیک و یک پاوربامب دیگر را انجام و او را پین کرد که پانک از پین در آمد. در حالی که گانتر در حال تمسخر و پاسخ به تماشاگران بود، پانک او را از روی میز گزارشگران به پایین انداخت. پانک سعی کرد یک جی‌تی‌اس اجرا کند، اما گانتر در مقابل این اتفاق، سابمیشن اسلیپر هولد را انجام داد. پانک توانست از تسلیم شدن فرار کند و با انجام دو گو تو اسلیپ، قهرمان جدید عنوان سنگین وزن جهان شد.
پس از مسابقه، سث رالینز و پاول هیمن وارد شدند. رالینز با انداختن عصاهایش، به سمت رینگ دوید. پانک سعی کرد یک ضربه جی‌تی‌اس اجرا کند، اما رالینز مقاومت کرد و با کیف مانی این د بنک به او حمله کرد. سپس با کش کردن کیف خودش و زدن استامپ به روی پانک، قهرمان عنوان سنگین وزن جهان شد. در پایان، رالینز به همراه هیمن، بریکر و رید این اتفاق را جشن گرفتند. پس از مسابقه، گزارشگران، این اتفاق و خود را به مصدومیت زدن رالینز را «حیله قرن» نامیدند.

### شب دوم

#### مسابقات ابتدایی
شب دوم سامر اسلم با خواندن سرود «خدا به آمریکا برکت بدهد» توسط یک گروه موسیقی کانتری و استقبال تریپل اچ از تماشاگران آغاز شد.
نخستین مسابقه شب دوم، دفاعیه نیومی از عنوان قهرمانی جهانی زنان در برابر ریا ریپلی و ایو اسکای در یک مسابقه سه‌گانه بود. پس از اینکه نیومی از رینگ خارج شد تا ریپلی و اسکای مسابقه را آغاز کنند، نیومی با یک کراس‌بادی از بالای طناب، هر دوی آنها را مورد هدف قرار داد. بعدا، اسکای یک ضربه ۶۱۹ روی نیومی اجرا کرد و به دنبال آن، ریپلی یک سوپلکس انجام داد. در حالی که ریپلی، اسکای را روی شانه‌های خود داشت، اسکای با یک پوزینرانا مقابله کرد که نیومی پین را شکست. سپس؛ ریپلی یک ریزر اج و پاوربامب روی اسکای اجرا کرد و او را پین کرد، ولی نیومی موفق به کشیدن ریپلی به بیرون از رینگ شد؛ سپس اسکای یک مون‌سالت روی نیومی و ریپلی اجرا کرد. در حالی که ریپلی سعی در اجرای آوالانچ ریپتاید داشت، نیومی ریپلی را به رینگ هل داد و روی ریپلی مون‌سالت زد. سپس اسکای نیز یک مون‌سالت دیگر روی ریپلی اجرا کرد و نیومی، یک فول نلسون بامب روی اسکای اجرا کرد. ریپلی، موفق به انجام ریپتاید روی نیومی شد، اما اسکای پین را شکست. در پایان، در حالی که ریپلی یک آوالانچ ریپتاید روی اسکای اجرا کرد، نیومی با یک رول‌آپ روی ریپلی، موفق به پیروزی در مسابقه و حفظ عنوان قهرمانی‌اش شد.
در مسابقه دوم، تیم وایت سیکس (دکستر لومیس و جو گیسی) از عنوان قهرمانی تگ تیم دبلیودبلیوئی در برابر تیم‌های استریت پروفیتس (آنجلو داوکینز و مانتز فورد)، دی‌آی‌وای (جانی گارگانو و توماسو چامپا)، موتور سیتی ماشین گانز (الکس شلی و کریس سابین)، فرکسیوم (نیتن فریزر و آکسیوم) و آندراده و ری فنیکس در یک مسابقه تی‌ال‌سی دفاع کردند. در طول مسابقه، ضربات مختلفی با میز و نردبان وارد شد و کندیس لی‌ری، بی-فب، نیکی کراس، اریک روون و آنکل هودی نیز در این امر دخیل بودند. در پایان، وقتی فینیکس در بالای نردبان بود، لومیس با صندلی به او ضربه زد و او و گیسی یک کامبوی سوپلکس-پاوربامب روی فنیکس اجرا کردند. سپس گیسی از نردبان بالا رفت و با گرفتن کمربندها، از عنوان قهرمانی‌شان دفاع کردند.
پس از آن، بکی لینچ در یک مسابقه بدون رد صلاحیت، از عنوان قهرمانی بین قاره‌ای زنان در برابر لایرا والکیریا دفاع کرد. در طول مسابقه، لینچ دستان والکریا را با یک دستبند به هم بست. والکیریا برای آزاد کردن دستانش از دستبند به زیر رینگ رفت. در حالی که لینچ سعی داشت از روی پله‌ها یک من هندل اسلم به والکیریا بزند، والکریا با نایت‌وینگ مقابله کرد. در داخل رینگ، لینچ از روی دو صندلی من هندل اسلم به والکیریا زد و او را پین کرد ولی موفق نبود. در حالی که لینچ سعی داشت با یک اهرم به والکیریا ضربه بزند، بیلی آن را کنار کشید. در حالی که بیلی و لینچ با یکدیگر درگیر بودند، والکیریا از روی میز یک حرکت شیرجه‌ای پا به روی لینچ انجام داد. در پایان، بیلی قصد داشت با زنجیر به لینچ ضربه بزند، اما به جای آن به والکیریا ضربه زد. سپس لینچ با یک من هندل اسلم والکیریا را پین کرد تا عنوان قهرمانی خود را حفظ کند و طبق شرط پیش از مسابقه، والکیریا دیگر قادر به گرفتن حق مسابقه بر سر این عنوان تا زمانی که لینچ قهرمان آن است، نخواهد بود.
در مسابقه چهارم، سولو سیکوا در یک مسابقه استیل کیج از عنوان قهرمانی ایالات متحده در برابر جیکوب فاتو دفاع کرد. فاتو دو بار با مون‌سالت از بالای طناب، سیکوا را به زمین زد. سپس تانگا لوا، جی‌سی متئو و تالا تانگا از راه رسیدند و قفس را محاصره کردند. سپس جیمی اوسو قبل از اینکه تالا او را از روی میز گزارشگران به بیرون پرتاب کند، سوپرکیک‌هایی روی لوا و متئو اجرا کرد. سیکوا یک اسپایک ساموآیی روی فاتو اجرا کرد و او را به زمین زد. در پایان، تالا، فاتو را به قفس دستبند زد، اما فاتو فرار کرد. وقتی فاتو مانع فرار سیکوا شد، تالا در را به سر فاتو کوبید و به سیکوا اجازه داد از قفس فرار کند و عنوان را حفظ کند.
در مسابقه ماقبل آخر، دامینیک میستریو از عنوان قهرمانی بین قاره‌ای در برابر ای‌جی استایلز دفاع کرد. استایلز تلاش کرد یک فراگ اسپلش بزند، اما میستریو زانوهایش را به زمین زد. استایلز کالف کراشر بر روی میستریو زد که او طناب‌ها را گرفت و سابمیشن را شکست. در حالی که میستریو قبل از افتادن، صندلی را به سمت استایلز پرتاب کرد، داور می‌خواست مسابقه را تمام کند، اما استایلز و میستریو بلند شدند. در پایان، وقتی استایلز یک کالف کراشر زد، میستریو فرار کرد و کفشش شل شد. سپس میستریو با کفش به استایلز زد و با یک ضربه فراگ اسپلش او را پین کرد تا عنوان قهرمانی را حفظ کند.
پیش از مسابقه پایانی، استفانی مک‌من از راه رسید و تعداد تماشاگران شب دوم را ۶۰,۵۶۱ نفر اعلام کرد.

#### مسابقه پایانی
در مسابقه پایانی، جان سینا در یک استریت فایت از عنوان قهرمانی بی‌ چون‌ و چرای دبلیودبلیوئی در برابر کودی رودز دفاع کرد. سینا عصایی از تایریس هالیبرتون گرفت و با آن به رودز ضربه زد. سینا سعی کرد که AA انجام دهد، اما رودز مقابله کرد و سینا را به پله‌ها کوبید. سپس سینا و رودز با صندلی به یکدیگر حمله کردند. سینا مجددا سعی کرد که فینیشر خودش را انجام دهد، اما رودز مقابله کرد و کودی کاتر روی سینا اجرا کرد و او را پین کرد، اما موفق به پیروزی نشد. سینا یک AA روی رودز اجرا کرد که او با یک مون‌سالت و یک دیزَستِر کیک به او پاسخ داد . رودز یک حرکت کودی کاتر دیگر اجرا کرد، سینا یک دراپ صندلی اجرا کرد و رودز یک حرکت پایل‌درایور اجرا کرد که منجر به پین شد. سپس سینا یک حرکت AA دیگر روی رودز اجرا کرد. سینا سابمیشن STF را روی رودز اعمال کرد که او از رینگ بیرون خزید و فرار کرد. سینا با میکروفون به سر رودز کوبید و روی زمین کد رد را اجرا کرد. سینا از روی میز گزارشگران، حرکت Attitude Adjustment را روی رودز اجرا کرد که باعث شد رودز نزدیک به زمین بیفتد. رودز حرکت کراس رودز را روی سینا اجرا کرد که باعث شد رودز نزدیک به زمین بیفتد. سینا با اجرای حرکت Diving Leg Drop و اجرای حرکت Attitude Adjustment، نزدیک به پیروزی بود که موفق نشد. سینا از زیر رینگ یک میز گرفت، اما رودز یک DDT روی سینا اجرا کرد.
سپس سینا و رودز از میان جمعیت و زیر صحنه با هم درگیر شدند. سینا در حالی که رودز را روی شانه‌هایش حمل می‌کرد، از صحنه بیرون آمد و به سمت رینگ رفت. رودز سینا را از روی میز به پایین فرستاد و حرکت Cross Rhodes را اجرا کرد. رودز با یک صندلی فلزی  به سر سینا ضربه زد. سینا STF را روی رودز اجرا کرد و این بار طناب را دور گردن رودز پیچید، اما رودز طناب را دور سر سینا پیچید. سینا فرار کرد و سعی کرد Attitude Adjustment را اجرا کند، اما رودز در مقابل سه بار Cross Rhodes را  اجرا کرد. رودز سعی کرد با کمربند قهرمانی به سینا ضربه بزند، اما سینا جاخالی داد و دو بار حرکت Attitude Adjustment را اجرا کرد، سپس کمربند را کنار گذاشت و با اجرای Avalanche Attitude Adjustment روی رودز، نزدیک به پیروزی شد ولی همچنان موفق به پین نشد. در پایان، هنگامی که سینا سعی کرد با اجرای Avalanche Attitude Adjustment روی رودز از روی میز، او را شکست دهد، رودز با اجرای Cody Cutter روی میز، سینا را پین کرد و پس از Cross Rhodes، عنوان قهرمانی را از آن خود کرد.
پس از مسابقه، سینا عنوان را برداشت و به رودز داد و این دو یکدیگر را در آغوش گرفتند و سینا مجددا به شخصیت مثبت (فیس) تبدیل شد. رودز رینگ را ترک کرد تا سینا از هواداران تشکر کند. در پایان رویداد، براک لزنر برای اولین بار از زمان سامراسلم ۲۰۲۳ به میادین بازگشت. سینا سعی کرد با یک کلوزلاین به لزنر ضربه بزند که او جاخالی داد و با یک F-5 آن را خنثی کرد.

## نظرات
این رویداد، نقدهای عمدتا مثبتی دریافت کرد و مسابقه پایانی هر دو شب مورد تحسین قرار گرفتند. شکیل مهجوری از سی‌بی‌اس اسپورتز به رویداد اصلی شب اول نمره A داد و اظهار داشت که «کشتی‌گیران بااستعداد، یک مسابقه قدیمی مملو از فن‌ها و ضربات خشن را تداعی کردند»، او آن را «بهترین مسابقه با اختلاف زیاد روی یک برنامه مسابقه تقریبا بی‌کیفیت» نامید و در ادامه گفت «پانک و گونتر یک مسابقه آرام و با پایان عالی اجرا کردند». او در مورد کش کردن مانی این د بنک سث رالینز نیز صحبت کرد و گفت که در مورد اجرای آن «مردد» است، اما اظهار داشت که «رالینز کار فوق‌العاده‌ای در وانمود کردن به مصدومیتش انجام داد» و این اجرای مانی این د بنک «به هیچ وجه شوکه‌کننده نبود، بلکه یک پایان دراماتیک برای سامراسلم شب اول و تعهدی مهم به رالینز بود». جان کانتون از TJR Wrestling به آن امتیاز چهار ستاره از پنج ستاره داد و در نقد خود نوشت: «من این مسابقه را کاملا دوست داشتم. من آن را مسابقه سال یا چیزی شبیه به آن نمی‌نامم، اما دیدن یک مین‌اونت چهار ستاره خوب است» و «از دیدگاه روایت داستان، فکر می‌کنم آنها کار فوق‌العاده‌ای انجام دادند». او کش کیف را «چیزی که بسیاری از ما انتظار داشتیم» نامید و گفت که «آنها آن را کاملا بازی کردند و جواب داد». در مجموع، او به شب اول سامراسلم امتیاز ۷.۵ از ۱۰ داد.
اریک بیستون از بلیچر رپورت با بررسی رویداد اصلی شب دوم، به این مسابقه امتیاز +A داد و آن را «یک مسابقه تمام‌عیار و کاندیدای مسابقه سال» ارزیابی کرد. بیستون آن را «بهترین عملکرد سینا از زمان سری مسابقاتش مقابل ای‌جی استایلز در سال ۲۰۱۷-۲۰۱۶» نامید و آن را هم‌رده با مسابقات کلاسیک اخیر رودز مقابل رینز و استایلز دانست. وید کلر از Pro Wrestling Torch آن را «بسیار بالاتر از انتظارات» و «عملکردی قوی از سینا و کودی» نامید. جیسون پاول از Prowrestling.net نوشت: «[سینا] سخت تلاش کرد و یک جدال عالی با کودی ترتیب داد» و «خیلی بهتر از چیزی بود که انتظار داشتم». برنت بروک‌هاوس از سی‌بی‌اس اسپورتس به آن نمره B داد و گفت: «مسابقه خوبی برای سینا بود و خیلی خیلی بهتر از مسابقه فاجعه‌بار آنها در رسلمنیا بود.». کانتون به این مسابقه پنج ستاره داد و اظهار داشت: «مسابقه‌ای عالی بود که به راحتی بهترین مسابقه تک‌نفره سینا در سال جاری بود». او گفت که «این یک مسابقه کلاسیک سینا در پی‌پرویوها بود و باید به جان اعتبار داد، او یک اجرای حماسی ارائه داد» و «برد کودی تصمیم درستی بود زیرا دیدن سینا به عنوان یک قهرمان ۱۷ دوره‌ای جهان WWE عالی بود، اما احساس کردم که او باید قبل از بازنشستگی عنوان را از دست بدهد و بازگرداندن عنوان به کودی بسیار منطقی است». در مجموع، کانتون به سامراسلم یکشنبه امتیاز ۸.۵ از ۱۰ داد.
دیو ملتزر، روزنامه‌نگار با سابقه کشتی حرفه‌ای، در شب اول برای خبرنامه Wrestling Observer نوشت که به مسابقه‌ی رومن رینز و جی اوسو در مقابل بران بریکر و برانسون رید چهار ستاره، به مسابقه‌ی قهرمانی تگ تیم زنان سه ستاره، به مسابقه‌ سمی زین در مقابل کاریون کراس ۱.۵ ستاره (مسابقه با کم‌ترین ستاره در هر دو شب)، به مسابقه قهرمانی زنان دبلیودبلیوئی دو ستاره، به مسابقه‌ رندی اورتون و جلی رول در مقابل درو مکینتایر و لوگان پاول ۳.۷۵ ستاره و به مسابقه‌ی قهرمانی سنگین‌وزن جهان بین گانتر و سی‌ام پانک ۴.۵ ستاره داده است. برای شب دوم، او به مسابقه سه‌گانه قهرمانی زنان جهان چهار ستاره، مسابقه تی‌ال‌سی برای عنوان قهرمانی تگ تیم دبلیودبلیوئی ۴.۷۵ ستاره، مسابقه قهرمانی بین قاره‌ای زنان ۳.۷۵ ستاره، مسابقه قفس فولادین قهرمانی ایالات متحده دو ستاره، مسابقه قهرمانی بین قاره‌ای ۲.۷۵ ستاره و در نهایت، مسابقه اصلی مبارزه خیابانی قهرمانی بی‌ چون‌ و چرای دبلیودبلیوئی بین جان سینا و کودی رودز پنج ستاره، بالاترین امتیاز مسابقه این رویداد، را داد.

### جنجال بازگشت براک لزنر
بازگشت براک لزنر جنجال‌برانگیز شد، زیرا او از سامراسلم ۲۰۲۳ پس از افشای نامش در رسوایی قاچاق جنسی وینس مک‌من، در شوهای این دبلیودبلیوئی حاضر نبود. دیو ملتزر از خبرنامه Wrestling Observer فاش کرد که لزنر در هفته‌های منتهی به این رویداد اجازه بازگشت پیدا کرده بود و بازگشت او دلیل عدم برگزاری کنفرانس مطبوعاتی پس از رویداد بود. پال «تریپل اچ» لوک، مدیر ارشد محتوا، اظهار داشت که مسابقه با لزنر «آرزوی» جان سینا بوده است، اگرچه این موضوع توسط ملتزر و روزنامه‌نگار دیگر خبرنامه فوق‌الذکر،‌ برایان آلوارز مورد تردید قرار گرفت.

پس از این رویداد، نماینده جنل گرانت، شاکی پرونده رسوایی قاچاق جنسی، بیانیه‌ای منتشر کرد و گفت:
برای مدت طولانی، سوءاستفاده تحت رهبری دبلیودبلیوئی رواج داشت. این شرکت به جای اصلاح این اشتباه، هیچ کاری برای اطمینان از پاسخگو بودن مسئولان انجام نداده است. این تلاش برای پنهان کردن سوء رفتار نتیجه معکوس خواهد داشت. ما مشتاقانه منتظر افشای کامل حقایق، از جمله حقایق مربوط به آقای لزنر، در دادگاهی هستیم که به آن تعلق دارد، اما در عین حال، شما را به شکایت به‌روز شده جنل گرانت ارجاع می‌دهیم که به تفصیل، سوءاستفاده‌هایی را که او توسط مک‌من و دیگران در زمان کار در دبلیودبلیوئی متحمل شده است، شرح می‌دهد.
او همچنین بخش‌های اصلاح‌شده‌ای از دادخواست گرانت را که از براک لزنر نام برده بود، به اشتراک گذاشت و ادعا کرد که مک‌من ترتیب داده بود که لزنر محتوای صریحی از گرانت را به عنوان انگیزه‌ای برای امضای قرارداد جدید با دبلیودبلیوئی در سال ۲۰۲۱ دریافت کند.

## پیامدها
در ۶ اوت ۲۰۲۵، دبلیودبلیوئی اعلام کرد که ای‌اس‌پی‌ان پلاس از آوریل ۲۰۲۶ حق پخش رویدادهای این شرکت در ایالات متحده را بر عهده خواهد گرفت. به این ترتیب، این آخرین سامر اسلم بود که به صورت زنده از پیکاک پخش می‌شد.

### راو
سث رالینز، قهرمان جدید عنوان سنگین وزن جهان (به همراه بران بریکر، برانسون رید و پاول هیمن، که اکنون با نام «ویژن» شناخته می‌شود) قسمت بعدی راورا با صحبت در مورد کش کردن کیف مانی این د بنک خود آغاز کرد. ال ای نایت با اشاره به پیروزی خود مقابل رالینز در ستردی نایتز مین‌اونت ۴۰، صحبت او را قطع کرد. قرار بود مسابقه‌ای بین رالینز و نایت برای کسب عنوان قهرمانی در مین‌اونت همان شب برگزار شود که بریکر و رید از حضور در کنار رینگ منع شدند و رالینز پس از دخالت سی‌ام پانک و حمله به او، با رد صلاحیت برنده شد. پس از آن، بریکر و رید به نایت و پانک حمله کردند تا اینکه رومن رینز وارد شد و شروع به حمله به آنان کرد. با این حال، رالینز با یک ضربه استامپ، رینز را نقش بر زمین کرد، و به دنبال آن بریکر با اسپیر و رید با سه ضربه سونامی، او را نقش بر زمین کردند. هفته بعد، پانک و نایت پس از حمله رالینز به پانک، بریکر و رید را با رد صلاحیت شکست دادند. سپس جی اوسو به نایت و پانک کمک کرد و با ویژن درگیر شدند. سپس آدام پیرس، مدیر کل راو، اعلام کرد که رالینز در یک مسابقه چهار نفره در کلش این پاریس، از عنوان قهرمانی سنگین وزن جهان در برابر پانک، نایت و اوسو دفاع خواهد کرد.
همچنین در راو، الکسا بلیس و شارلوت فلر پیروزی خود و قهرمانی عنوان تگ تیم زنان را جشن گرفتند. راکل رودریگز و روکسان پرز حرف او را قطع کردند و یک مسابقه مجدد برای عنوان قهرمانی ترتیب دادند که در آن بلیس و فلیر عنوان خود را حفظ کردند.
ریا ریپلی در قسمت ۱۱ اوت راو، برای ایو اسکای در مسابقه پیش‌رویش در برابر نیومی برای عنوان قهرمانی جهانی زنان آرزوی موفقیت کرد. با این حال، این مسابقه هرگز برگزار نشد زیرا نیومی از نظر پزشکی برای شرکت در مسابقه تایید نشد.

### اسمک‌داون
جان سینا قسمت بعدی اسمک‌داون را با صحبت در مورد شکست خود در سامراسلم و حمله براک لزنر آغاز کرد، اما لوگان پاول حرفش را قطع کرد. پس از رد و بدل شدن کلمات، قرار شد مسابقه‌ای بین سینا و پاول برای کلش در پاریس برگزار شود. پاول و درو مکینتایر به سینا حمله کردند تا اینکه قهرمان جدید عنوان قهرمانی بی چون و چرای دبلیودبلیوئی، کودی رودز، مانع این دو شد. این منجر به یک مسابقه تگ تیم شد که در آن سینا و رودز پس از حمله پاول با یک ضربه غیرقانونی به سینا، پاول و مکینتایر را با رد صلاحیت شکست دادند. پس از مسابقه، سینا و پاول در پشت صحنه با هم درگیر شدند در حالی که رودز و مینتایر در کنار رینگ با هم درگیر بودند. مکینتایر با کمربند قهرمانی دبلیودبلیوئی به رودز ضربه زد و سپس از کنار میز گزارشگران، یک ضربه کلیمور به رودز زد.

## نتایج
| #                                                     | نتایج                                                                            | نوع مسابقه | مدت زمان |
| ----------------------------------------------------- | -------------------------------------------------------------------------------- | --- | -------- |
| ۱                                                     | رومن رینز و جی اوسو پیروز در مقابل بران بریکر و برانسون رید‌ (به همراه پاول هیمن) | مسابقه تگ تیم عادی | ۲۱:۱۰    |
| ۲                                                     | الکسا بلیس و شارلوت فلر پیروز در مقابل جاجمنت دی (راکل رودریگز و رکسان پرز) (c)  | مسابقه تگ تیم عادی برای عنوان قهرمانی تگ تیم زنان دبلیودبلیوئی                                                                                    | ۱۳:۳۰    |
| ۳                                                     | سمی زین پیروز در مقابل کاریون کراس (به همراه اسکارلت)                            | مسابقه تک به تک عادی اگر کراس می‌برد، زین باید اذعان می‌کرد که «حق با کراس بوده است»؛ با برد زین، کراس باید بگوید که «من درباره زین اشتباه می‌کردم». | ۸:۱۰     |
| ۴                                                     | تیفانی استراتون (c) پیروز در مقابل جید کارگیل                                    | مسابقه تک به تک عادی برای عنوان قهرمانی زنان دبلیودبلیوئی                                                                                         | ۷:۰۵     |
| ۵                                                     | رندی اورتن و جلی رول در مقابل درو مکینتایر و لوگان پاول                          | مسابقه تگ تیم عادی | ۱۷:۱۰    |
| ۶                                                     | سی‌ام پانک پیروز در مقابل گانتر (c)                                               | مسابقه تک به تک عادی برای عنوان قهرمانی سنگین‌وزن جهان                                                                                             | ۳۰:۲۰    |
| ۷                                                     | سث رالینز (به همراه پاول هیمن) پیروز در مقابل سی‌ام پانک (c)                      | مسابقه تک به تک عادی برای عنوان قهرمانی سنگین‌وزن جهان این مسابقه به دلیل قرارداد مانی این د بنک رالینز بود.                                       | ۰:۱۰     |
| - (c) – نشان‌دهنده قهرمان(هایی) است که به میدان می‌روند |                                                                                  | |          |

| #                                                     | نتایج | نوع مسابقه | مدت زمان |
| ----------------------------------------------------- | --- | --- | -------- |
| ۱                                                     | نیومی (c) پیروز در مقابل ایو اسکای در مقابل ریا ریپلی | مسابقه سه نفره برای عنوان قهرمانی جهانی زنان | ۱۶:۲۰    |
| ۲                                                     | وایت سیکس (دکستر لومیس و جو گیسی) (c) پیروز در مقابل آندراده و ری فینیکس در مقابل دی‌آی‌وای (جانی گارگانو و توماسو چامپا) در مقابل فراکسیوم (آکسیوم و نیتن فریزر) در مقابل موتورسیتی ماشین‌گانز (الکس شلی و کریس سابین) در مقابل استریت پروفیتس (آنجلو داوکینز و مانتز فورد) بکی لینچ (c) در مقابل لایرا والکیریا | مسابقه ۶ تیمه میزها، نردبان‌ها و صندلی‌ها برای عنوان قهرمانی تگ تیم دبلیودبلیوئی | ۱۶:۰۰    |
| ۳                                                     | بکی لینچ (c) در مقابل لایرا والکیریا | مسابقه آخرین فرصت بدون رد صلاحیت برای عنوان قهرمانی بین قاره‌ای زنان دبلیودبلیوئی با توجه به پیروزی لینچ، تا زمانی که او قهرمان این عنوان است، والکیریا حق درخواست مسابقه برای این عنوان را نخواهد داشت. | ۲۵:۰۵    |
| ۴                                                     | سولو سیکوا‌ (c) پیروز در مقابل جیکوب فاتو | مسابقه استیل کیج برای عنوان قهرمانی ایالات متحده دبلیودبلیوئی | ۱۲:۴۰    |
| ۵                                                     | دامینیک میستریو (c) پیروز در مقابل ای جی استایلز | مسابقه تک به تک عادی برای عنوان قهرمانی بین قاره‌ای دبلیودبلیوئی | ۱۰:۴۵    |
| ۶                                                     | کودی رودز پیروز در مقابل جان سینا‌ (c) | مسابقه استریت فایت برای عنوان قهرمانی بی چون و چرای دبلیودبلیوئی | ۳۷:۴۵    |
| - (c) – نشان‌دهنده قهرمان(هایی) است که به میدان می‌روند | | |          |